# Kalø Hovedgård
Kalø Hovedgård eller Kalø Ladegård er en herregård uden for byen Rønde i Bregnet Sogn i Syddjurs Kommune. Kronens jorder på det sydlige Djursland hørte indtil enevældens indførelse i 1660 under Kalø Len. Godset blev styret fra Kalø Slot, hvortil der var bygget en ladegård til godsdriften. I 1672 forærede kong Christian 5. alle Kaløs bygninger til sin halvbror Ulrik Frederik Gyldenløve, der havde brug for byggematerialer til opførelsen af sit palæ i København (Charlottenborg). Kronen solgte 1690 Kalø til greve Conrad Reventlow. I de følgende 250 år var Kalø nu i privat eje.

## Den nye ladegård
Reventlows svigerdatter Benedicte Margrethe Brockdorff fik i begyndelse af 1700-tallet opført en ny ladegård, men langt fra den oprindelige nede ved Kalø Vig. Hun var meget rig på godser og havde ikke behov for en prangende hovedbygning på Kalø. Der blev i stedet opført en trelænget hovedbygning til inspektøren, samt heste- og kostalde og en stor lade. Det hele opførtes i bindingsværk. Af herregårdene Frisenvold, Løjstrup og Kalø oprettede hun Stamhuset Frisenvold. Dette gik i arv i slægten indtil Christian Heinrich August Hardenberg-Reventlow i 1798 fik tilladelse til nedlægge stamhuset og sælge Kalø.
År 1800 blev den så solgt til birkedommer Morten Friederich Leemeyer og Erik Christian Müller. Fra 1803 var Leemeyer eneejer. Familien Leemeyer sad inde med Kalø indtil 1825, hvor den købes senator Martin Johan Jenisch fra Hamborg. I det følgende 120 år var slægten Jenisch besiddere af Kalø, som de nærede stor kærlighed for. I 1898-99 opførtes det smukke "Jagtslottet" ved arkitekt Hack Kampmann, som familien kunne anvende, når de kom op til Kalø fra Hamborg.

## Staten overtager
Efter afslutningen af 2. verdenskrig blev Kalø konfiskeret af Staten som tysk ejendom trods indvendinger om familien Jenisch' velvilje for frihedsbevægelsen i Danmark. Noget af jorden blev udstykket til husmandsbrug, samt til oprettelsen af Kalø Landbrugsskole. Hovedbygningen og jagtslottet er i dag rammen om en afdeling af Institut for Bioscience, Aarhus Universitet. Godset administreres af Naturstyrelsen, der ligeledes driver det tilhørende land- og skovbrug.

## Ejere af Kalø Hovedgård
- (-1661) Kronen (krongods under Kalø Slot)
- (1661-1670) Ulrik Frederik Gyldenløve
- (1670-1690) Kronen
- (1690-1703) Conrad greve Reventlow
- (1703-1739) Benedicte Margrethe Brockdorff gift Reventlow
- (1739-1750) Conrad Ditlev greve Reventlow
- (1750-1759) Christian greve Reventlow
- (1759-1774) Juliane Frederikke Christine Christiansdatter komtesse Reventlow gift Hardenberg
- (1774-1788) Carl August greve Hardenberg
- (1788-1793) Juliane Frederikke Christine Christiansdatter komtesse Reventlow gift Hardenberg
- (1793-1800) Christian Heinrich August greve Hardenberg-Reventlow
- (1800-1803) Erik Christian Müller / Morten Friderich Leemeyer
- (1803-1819) Morten Friderich Leemeyer
- (1819-1825) Enke Fru Mette Brendstrup gift Leemeyer
- (1825-1827) Martin Johan Jenisch
- (1827-1857) Martin Johan Jenisch (søn)
- (1857-1881) Fanny Henriette Jenisch (f. Roeks) (enke)
- (1881-1924) Martin Johan Rücker von Jenisch (grandnevø)
- (1924-1933) Martin Johan Rücker von Jenischs dødsbo
- (1933-1943) Wilhelm Rücker-Jenisch
- (1943-1945) Johan Christian Rücker von Jenisch
- (1945-) Den danske stat